# Coryanthes maculata
Coryanthes maculata es una orquídea de hábito epífita originaria de Sudamérica.

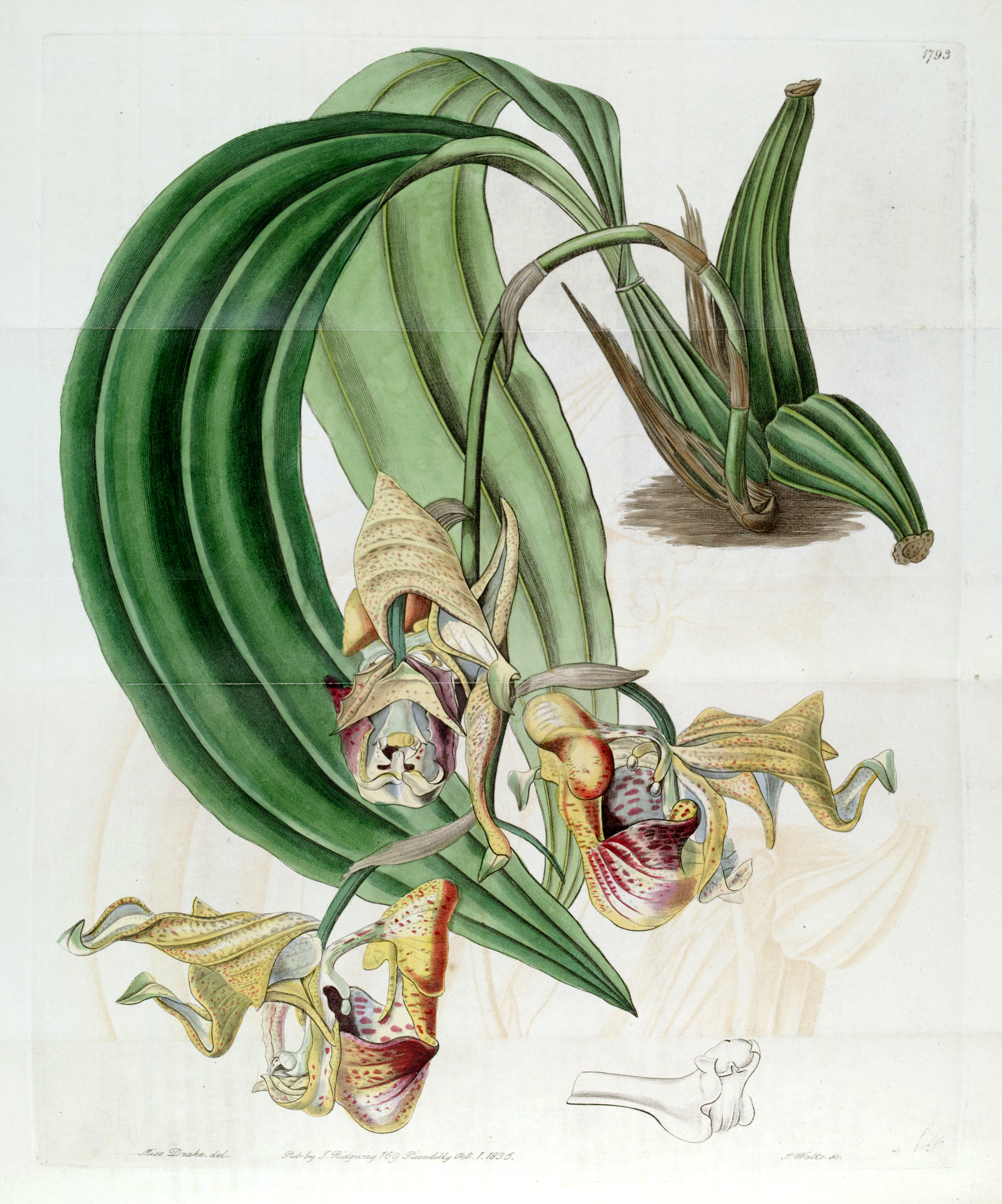
Ilustración

## Descripción
Es una orquídea de tamaño mediano, que prefiere el clima cálido creciendo como epifita con pseudobulbos alargados, subcilíndricos, cónicos,  fuertemente surcados que llevan 2 hojas, apicales, erectas, plegadas, fuertemente nervadas, firmes, lanceoladas, agudas a acuminadas, estrechándose gradualmente abajo en la base de las hojas pecioladas. Florece a finales de primavera y principios del otoño en una inflorescencia basal, colgante, delgada, alargada, de 30 a 50 cm de largo, con 2-3  flores  grandes, atractivas y fragantes.

## Distribución
Se encuentra en Venezuela, Guyana, Guayana Francesa y Brasil en Roraima cerca del nivel del mar.

## Taxonomía
Coryanthes maculata fue descrita por  William Jackson Hooker  y publicado por primera vez en Botanical Magazine 58: t. 3102. 1831.
Etimología
Coryanthes: (abreviado Crths.) nombre genérico que procede del griego "korys" = "casco" y de "anthos" = "flor" en alusión al epiquilo del labelo parecido a un casco.

maculata: epíteto latino que significa "con mácula, manchada".
Sinonimia
- Coryanthes barkeri Beer
- Coryanthes maculata var. parkeri Hook.
- Coryanthes parkeri (Hook.) Endl.
- Corysanthes maculata (Hook.) Heynh.[4][5]